# タミバロテン
タミバロテン（Tamibarotene）は別名、レチノ安息香酸とも呼ばれる合成レチノイドであり、トレチノイン（ATRA）耐性急性前骨髄球性白血病（APL）に対する化学療法剤として用いられる経口剤である。商品名アムノレイク。日本でのみ承認（2005年4月:1）されており、早期臨床試験でATRAより良好な忍容性が示されている。他に、アルツハイマー型認知症、多発性骨髄腫、クローン病、常染色体優勢多発性嚢胞腎の治療への応用が模索されている。開発コードAm80、TOS-80T。

## 効能・効果
再発または難治性の急性前骨髄球性白血病
治験中
2023年12月1日、京都大学のグループがiPS細胞から作製した腎集合管オルガノイドを使って、多発性嚢胞腎モデルの作製に成功し、さらに疾患モデルを活用して常染色体優勢多発性嚢胞腎(ADPKD)の治療薬候補として、タミバロテンの同定に成功したと発表した。同研究は、アメリカの科学雑誌「Cell Reports」で公開された。研究チームは、研究チームを率いる「既に臨床で使われている薬なので新規の薬を作るより早く患者に届けることができる」としている。
2024年12月、京都大学からスピンアウトしたスタートアップ企業のリジェネフロ株式会社が、京都大学の研究成果をもとに、タミバロテンを常染色体優性多発性嚢胞腎（ADPKD）に投与する前期第二相臨床試験を開始。

## 警告
- レチノイン酸症候群が発現し、致死的な転帰を辿ることがある。
- 催奇形性があるので、妊娠する可能性のある婦人に止むを得ず投与する場合は避妊させる。1ヵ月毎に妊娠検査することが望ましい。

## 副作用
添付文書に記載されている重大な副作用は、レチノイン酸症候群、感染症、白血球増加症、間質性肺疾患、縦隔炎、横紋筋融解症である。
5%以上の患者に頭痛、発疹、皮膚乾燥、湿疹、剥脱性皮膚炎、骨痛、関節痛、発熱、白血球数増加、ヘモグロビン減少、AST増加、ALT増加、LDH増加、ALP増加、TG増加、TC増加、毛包炎、CRP増加が発生する。

## 合成経路
テトラリン骨格を有するタミバロテンは、下記の経路で合成することができる。
ジオール［1］を塩酸で処理してカルボン酸クロリド［2］を得る。塩化アルミニウムを触媒としてアセトアニリドに［2］をフリーデル・クラフツ反応で結合させ、テトラリン［3］を得る。アミドをアルカリで加水分解してアニリン誘導体［4］を得る。［4］のアミノ基をテレフタル酸モノエチルエステルモノクロリド［5］でアシル化してアミド［6］を得る。［6］のエステル基を再び加水分解して最終産物［7］を得る。

## 用法・用量
寛解導入療法：1日6mg/m2を、骨髄寛解が得られるまで、朝、夕食後経口投与する。投与期間は8週間を超えないこと。 